# Grenzwald
Der Grenzwald ist ein etwa 250 Hektar großes Waldgebiet mit einer Ausdehnung von 4500 Meter mal 500 Meter südlich von Sonneberg, Neuspremberg, Neufriedersdorf und Friedersdorf unmittelbar an der Staatsgrenze zu Tschechien mit einem Bestand aus Fichten, Kiefern, Eiche und Rotbuchen. Die größte Erhebung im Westteil, der 401 Meter hohe Sonnenberg (auch Buchberg genannt), besitzt eine abgeflachte Kuppe, auf der vereinzelt Granodiorit-Blöcke ausgebreitet sind und geringmächtige, stein- und blockreiche Böden zu finden sind. Westwärts der Sonnebergkuppe auf Lehmflächen, die staunasse Standorte bilden, sammeln sich mehrere Quellarme im Teichflössel, das im weiteren Verlauf bei Neuspremberg zu mehreren Fischteichen und einem Vergnügungsfreibad aufgestaut wird. Es vereinigt sich im Ortsteil Neuspremberg mit dem aus dem Tschechischen kommenden Forellenflössel. Im Südosten entspringt kurz hinter der tschechischen Grenze das Richterflössel (auch Floß genannt), das über die ehemalige Froschmühle bis zur Spree fließt.
Zu DDR-Zeiten wurde ein Teil des Waldes zu einem Wildschutzgebiet des Kreises Löbau erklärt, um Muffelwild aus der Tschechoslowakei hier einzubürgern.

## Flora
Der Grenzwald besteht vorwiegend aus Fichtenbeständen, an nassen Standorten auch aus mit Gemeinen Eschen durchsetztem Stieleichen-Birkenwald. Im Waldgebiet zwischen Sonnenberg im Westen und ehemaliger Froschmühle sowie der Waldgaststätte Blockhaus im Südosten in einer Höhenlage zwischen ungefähr 340 und 400 Metern haben viele montane Pflanzenarten ihre Standorte. Die inselartigen Waldwiesen gehören zu typischen Magerwiesen.
Der Wald ist Teil des Landschaftsschutzgebietes „Oberlausitzer Bergland“ sowie Bereiche des Waldes entlang des Forellen- und Richterflössels sind als Teilfläche des FFH-Gebietes „Spreegebiet oberhalb Bautzen“ geschützt.